# العنف على اليهود في بولندا (1944-1946)
سبقت أعمال العنف على اليهود في بولندا منذ عام 1944 وحتى عام 1946 نهاية الحرب العالمية الثانية وأعقبتها في أوروبا، وأثرت على تاريخ اليهود بعد الحرب وكذلك العلاقات اليهودية البولندية. حدث ذلك وسط فترة من العنف والفوضى في جميع أنحاء البلاد، بسبب الفوضى والمقاومة المناهضة للشيوعية للاستيلاء الشيوعي المدعوم من الاتحاد السوفيتي على بولندا. يختلف العدد المقدر للضحايا اليهود ويصل إلى 2000. شكل اليهود ما بين 2% و3% من إجمالي عدد ضحايا العنف بعد الحرب في البلاد، من بينهم اليهود البولنديون الذين تمكنوا من الهروب من الهولوكوست في الأراضي البولندية التي ضمها الاتحاد السوفيتي، وعادوا بعد التغييرات الحدودية التي فرضها الحلفاء في مؤتمر يالطا. تراوحت الحوادث من هجمات فردية إلى مذابح.
لم ترتفع الهجرة اليهودية من بولندا نتيجة لهذا العنف فحسب، بل لأن بولندا كانت الدولة الوحيدة في الكتلة الشرقية التي سمحت بالهجرة اليهودية الحرة (عليا) إلى فلسطين الانتدابية. على النقيض من ذلك، أعاد الاتحاد السوفيتي اليهود السوفييت من معسكرات الأشخاص النازحين إلى الاتحاد السوفيتي بالقوة بغض النظر عن اختيارهم. تصاعدت حركة المرور المتواصلة عبر الحدود البولندية مع مرور العديد من اليهود في طريقهم غربًا أو جنوبًا. في يناير 1946 كان هناك 86,000 ناج مسجل لدى اللجنة المركزية لليهود البولنديين. بحلول نهاية الصيف، ارتفع العدد إلى نحو 205,000 – 210,000 (مع 240,000 تسجيل وأكثر من 30,000 تسجيل مكرر). جاء نحو 180 ألف لاجئ يهودي من الاتحاد السوفيتي بعد اتفاقية الإعادة إلى الوطن. غادر معظمهم دون تأشيرات أو تصاريح خروج بفضل مرسوم الجنرال ماريان سبيشالسكي. بحلول ربيع عام 1947، كان عدد اليهود المقيمين في بولندا 90,000 فقط.
لقد سُيس العنف وأسبابه إلى حد كبير. يذكر المؤرخ البولندي لوكاس كرزيزانوفسكي أن إسناد الدوافع المعادية للسامية إلى المهاجمين جميعهم، أو من ناحية أخرى نسب جميع أعمال العنف المعادية لليهود إلى الإجرام العادي، هي اختزالية؛ ومع ذلك، في كثير من الحالات «كانت يهودية الضحايا بلا شك الدافع الرئيسي، إن لم يكن الوحيد، للجريمة». قُتل عشرات الآلاف من الأشخاص بسبب الحرب الأهلية التي استمرت عامين في بولندا، والفوضى العشوائية التي أعقبت الحرب والفقر المدقع. كان من بين ضحايا العنف اليهودي على الحكومة الجديدة العديد من موظفي النظام الستاليني الجديد، الذين اغتيلوا من قبل ما يسمى بالجنود الملعونين التابعين للحركة السرية المناهضة للشيوعية بسبب ولاءاتهم السياسية. أشار جان تي. غروس إلى أن «جزءًا بسيطًا فقط من الوفيات (اليهودية) يمكن أن يُعزى إلى معاداة السامية». استاء بعض البولنديين المحليين من عودة اليهود فقد قلقوا من مطالبة اليهود باستعادة ممتلكاتهم.

## خلفية

### المطالبات المتعلقة بالملكية واسترداد الممتلكات
سمح قانون الاسترداد «على العقارات المهجورة» الصادر في 6 مايو 1945 لمالكي العقارات، أو أقاربهم وورثتهم، الذين جردوا من ممتلكاتهم سواء يقيمون في بولندا أو خارجها، باستعادة الممتلكات المملوكة ملكية خاصة بموجب إجراءات إرث مبسطة. ظل القانون ساري المفعول حتى نهاية عام 1948. وضِعت إجراءات قضائية معجلة مع الحد الأدنى من التكاليف لمعالجة المطالبات. كان لا بد من فحص الطلبات في غضون 21 يومًا، وعولجت العديد من المطالبات في اليوم الذي قدِمت فيه. سنت الحكومة الشيوعية تشريعًا بشأن «الممتلكات المهجورة»، وفرضت قيودًا صارمة على الميراث غير موجودة في قانون الميراث قبل الحرب والذي سمح بالميراث للأقارب من الدرجة الثانية، مما حد من الاسترداد إلى المالكين الأصليين أو الورثة المباشرين. استبدلِت بالمراسيم الأولية لعام 1945 قانونًا عام 1946، مع الموعد النهائي للمطالبات في 31 ديسمبر 1947 (مُدد لاحقًا حتى 31 ديسمبر 1948) وبعد ذلك انتقلت الملكية إلى الدولة البولندية. حتى في حال استعادة اليهود السيطرة القانونية، طلِب منهم إجراءات مطولة إضافية عند احتلالها من قبل البولنديين. لم يتمكن غالبية المطالبين اليهود من تحمل تكاليف عملية الاسترداد دون مساعدة مالية بسبب تكاليف التسجيل، والرسوم القانونية، وضريبة الميراث.
كميات هائلة من الممتلكات اليهودية لم يطالب بها أحد لأن بعض اليهود قُتلوا عندما سعوا لاستعادة ممتلكات العائلة، ولأن معظم اليهود غادروا بولندا بعد الحرب. أدت جرائم القتل، المقدرة بشكل مختلف، إلى ترهيب اليهود من تقديم المطالبات. انتقلت الممتلكات اليهودية غير المطالب بها إلى الدولة البولندية في 31 ديسمبر 1948، لكن العديد من اليهود الذين فروا إلى الاتحاد السوفيتي لم يعودوا إلى وطنهم إلا بعد ذلك التاريخ. فرض التشريع البولندي في عام 1947 قيودًا شديدة على الميراث دون وصية، مما حد من الميراث لأفراد الأسرة البعيدين. كان اليهود الذين عادوا إلى بولندا من الاتحاد السوفيتي واستقروا في الأراضي التي حصلت عليها بولندا من ألمانيا يحق لهم الحصول على تعويض مادي على قدم المساواة مع البولنديين الإثنيين الذين نزحوا من شرق بولندا. في حين أنه من الصعب تقدير عدد اليهود الذين استعادوا الممتلكات، فمن المحتمل أنهم كانوا قليلين.

### الناجون من الهولوكوست والعائدين
واجه الناجون اليهود البولنديون من الهولوكوست النازي العائدين إلى ديارهم مخاوف من التعرض للاعتداء الجسدي والسرقة وحتى القتل على يد عناصر معينة في المجتمع. مما زاد الوضع تعقيدًا حقيقة أن هناك عددًا أكبر من الناجين اليهود العائدين من الاتحاد السوفيتي أكثر من أولئك الذين تمكنوا من البقاء على قيد الحياة في بولندا المحتلة، ما أدى إلى قوالب نمطية تُحمل اليهود مسؤولية فرض النظام الشمولي في بولندا الستالينية.
كان أعضاء الحزب الشيوعي البولندي السابق عائدين إلى بلادهم من الاتحاد السوفيتي بصفتهم موظفين بارزين في النظام الجديد. كان من بينهم عدد كبير من البولنديين من أصل يهودي، الذي أصبحوا ناشطين في حزب العمال البولندي/حزب العمال البولندي الموحد ووزارة الأمن العام في بولندا، من بينهم هيلاري مينك، الثالث في القيادة في الجهاز السياسي لبوليسلاف بيروت وجاكوب بيرمان، رئيس أجهزة أمن الدولة الذي يعتبر اليد اليمنى لجوزيف ستالين في بولندا بين عامي 1944 و1953. كان التمثيل اليهودي في جهاز الاضطهاد السياسي لبوليسلاف بيروت أعلى بكثير من حصتهم في عموم السكان البولنديين. ظهرت الفرضية القائلة بأن ستالين قد استخدم عمدًا بعضًا منهم في مناصب السلطة القمعية (انظر الجنرال رومان رومكوفسكي، مدير المكتب الخاص أناتول فيجين وآخرون) من أجل وضع البولنديين واليهود «في مسار تصادمي». أظهرت دراسة أجراها معهد التذكر الوطني البولندي أنه بين عامي 1944 و1954 من أصل 450 شخصًا في منصب المدير في الوزارة، كان 37.1% (أو 167) من اليهود. حملتهم الصحافة السرية المناهضة للشيوعية مسؤولية قتل المعارضين البولنديين للنظام الجديد.

### المقاومة المسلحة المناهضة للشيوعية
مع الاحتفال بالنصر على ألمانيا النازية في الغرب، في مايو 1945، هاجم الثوار البولنديون المكاتب القطرية لمكتب المقاطعة للأمن العام، والشرطة الشعبية (شرطة الدولة الشيوعية)، وقسم الأمن، والمفوضية الشعبية للشؤون الداخلية التي توظف العديد من الموظفين اليهود. كان ما يصل إلى 80% من الضباط، و 50% من رجال الميليشيات في لوبلان وحدها، بالإضافة إلى ما يصل إلى 75% من الضباط في سيليزيا من اليهود. وفقًا لتقديرات آيزنشتاين، غيّر 90% من الموظفين اليهود في مكتب أمن الدولة في كاتوفيتسه أسماؤهم إلى أسماء بولندية بعد 10 نوفمبر 1945 من أجل إخفاء هويتهم.